# Pogonatherum paniceum
Pogonatherum paniceum är en gräsart som först beskrevs av Jean-Baptiste de Lamarck, och fick sitt nu gällande namn av Eduard Hackel. Pogonatherum paniceum ingår i släktet Pogonatherum och familjen gräs. IUCN kategoriserar arten globalt som livskraftig. Inga underarter finns listade i Catalogue of Life.

## Bildgalleri

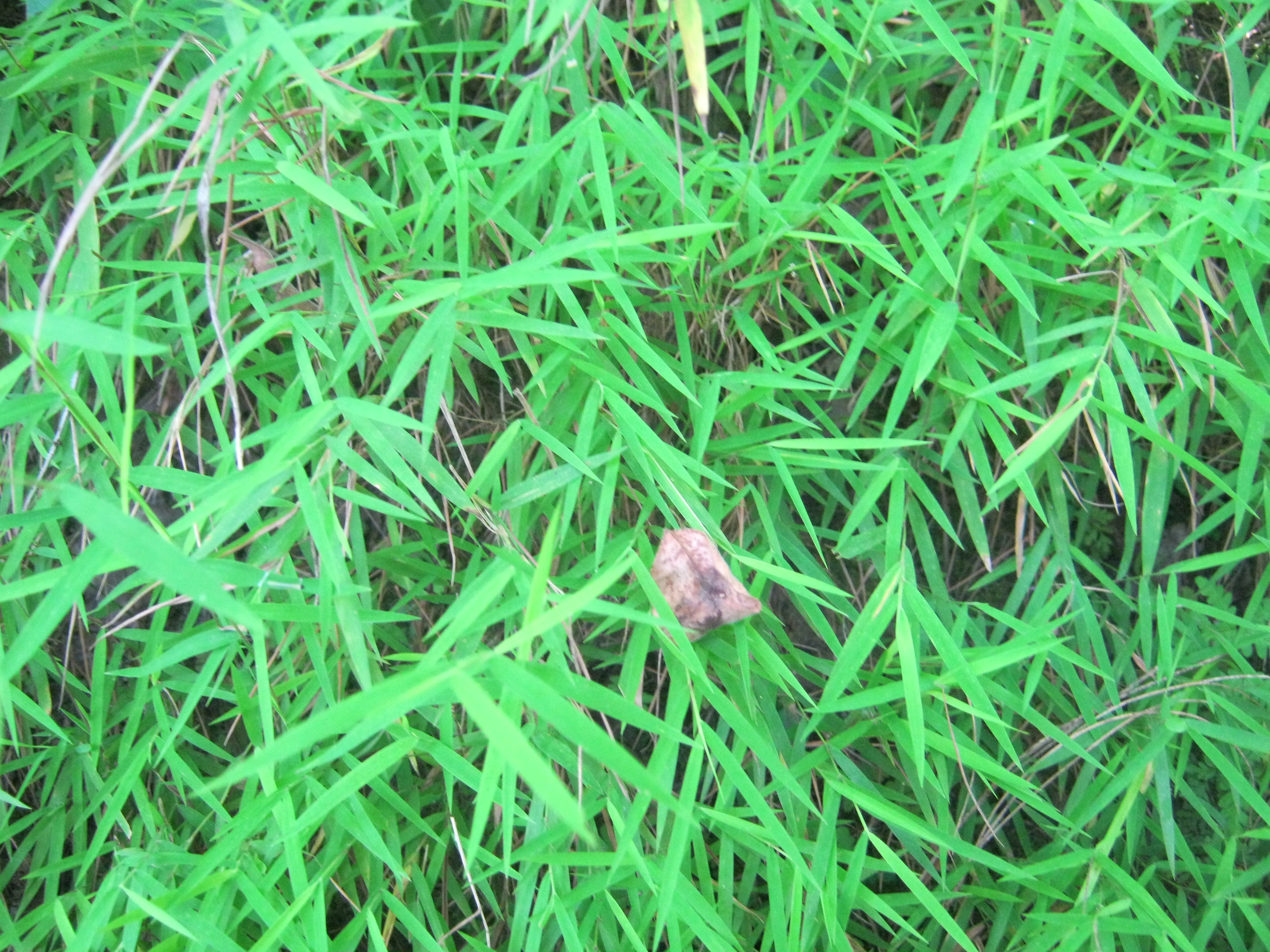